# Hongaars braille
Hongaars braille is het alfabet voor het braille in het Hongaars.
Het volgt het unified international braille dat de conventie is voor de meeste braillealfabetten in de wereld. Hierdoor stemmen de toewijzingen van de karakters overeen met andere braillesystemen, zoals Frans braille, Grieks braille, Arabisch braille en meer.
Een verschil met het unified international braille geven de letters q en z die een andere braillecode hebben gekregen om meer symmetrie tussen de geaccentueerde letters te krijgen.

## Overzicht
| a | b | c | d | e | f | g | h | i | j | k | l | m | n | o | p | r | s | t | u | v |

De geaccentueerde klinkers zijn afgeleid van de basisklinker door middel van een spiegelbeeld van elkaar. De letter "q", die van oorsprong niet in het Hongaarse alfabet voorkomt, wordt opgevuld door de geaccentueerde ö. Een ongebruikte braillecode werd toegewezen aan de geaccentueerde ü:
|   | a | e | i | o | ö | u | ü | q |
| ä | á | é | í | ó | ő | ú | ű |   |

Hierdoor ontstaat er het volgende symmetrische patroon voor de klinkers met een umlaut:
| ö | ő |
| ü | ű |

De Ä hoort niet tot het oorspronkelijke Hongaarse alfabet.
De uit medeklinkers bestaande digrafen zijn als afgeleid van hun basismedeklinker, door de "z" te verwisselen, die eveneens niet voorkomt in het oorspronkelijke Hongaarse alfabet. Vergelijkbaar met de geaccentueerde klinkers, zijn de digrafen grotendeels gevormd door overeenkomstige spiegelbeelden.
| c  | g  | l  | n  | t  | s  | z  |
| cs | gy | ly | ny | ty | sz | zs |

Hieruit komt het volgende patroon onder de sibilanten:
| s | sz |
| z | zs |